# 시오자와 쇼고
시오자와 쇼고(일본어: 塩沢 勝吾, 1982년 9월 9일 ~ )는 일본의 전 축구 선수이다.

## 구단 경력
그는 2006년부터 2017년까지 J리그의 미토 홀리호크, 마쓰모토 야마가 FC, AC 나가노 파르세이루에서 활동하였다.